# 813

سنة 813 كانت سنة بسيطة تبدأ يوم السبت (سوف يظهر الرابط التقويم الكامل للعام) حسب التقويم اليولياني.

## مواليد
- التقي محمد

## وفيات
- الشاعر العربي أبو نواس الحكمي. (ولد تقريبا 750م)